# Чыраа-Бажы
Чыраа-Бажы (тув. Чыраа-Бажы) — село в Дзун-Хемчикского кожууне Республики Тыва. Административный центр и единственный населённый пункт Чыраа-Бажынского сумона.

## География
Село находится у р. Догыр-Шеми.
Расстояние до районного центра Чадан: 39 км.
Расстояние до краевого центра Кызыл 244 км.
Уличная сеть
ул. Ажылчын, ул. Белекей, ул. Гагарина, ул. Кара-Сал Даржаа, ул. Ленина, ул. Малчын, ул. Медицинская, ул. Новая, ул. Почтовая, ул. Санчыжап, ул. Титова, ул. Тудугжу, ул. Чола, ул. Шык-Бажы.
К селу примыкают местечки (населённые пункты без статуса поселения): м. Бедик-Шат, м. Борбак-Тал, м. Бош-Даг, м. Даштыг-Одек, м. Калчан Орук, м. Кара-Булун, м. Кудук-Бажы, м. Кургаг-Кара-Суг, м. Мажалык, м. Тывылбас, м. Улуг Даг, м. Хараганныг-Даг, м. Шанчыг-Арты, м. Шык-Бажы6, м. Эдер-Даг.

## Население
| 2018 |
| ---- |
| 1422 |

## Известные уроженцы, жители
В селе родилась и закончила среднюю школу Лидия Хорагаевна Ооржак, поэтесса, литературовед, Член Союза Писателей Тувы.

## Инфраструктура
Д/С «ЧЕБУРАШКА», Д/С САЛГАЛ, Средняя Общеобразовательная школа, ДОМ КУЛЬТУРЫ «ООРЖАК ХОРАГАЙ»

### сельское хозяйство
Производство готовых и консервированных продуктов из мяса, мяса птицы, мясных субпродуктов и крови животных — СХПК «ШЫК-БАЖЫ»
Производство мяса и пищевых субпродуктов крупного рогатого скота, свиней, овец, коз, животных семейства лошадиных — СХПК «ДООРА-ХЕМ»
Производство цельномолочной продукции — СХПК «ЧЫРАА-БАЖИНСКИЙ»
Выращивание зерновых и зернобобовых культур — МУУП АК-ХОРУМ

### административная деятельность
МУЧ ХП СУМОН ЧЫРАА-БАЖЫ, МУЧ АДМ СП СУМОН ЧЫРАА-БАЖЫНСКИЙ

## Транспорт
Подъезд к с. Чыраа-Бажы протяженностью 5 км..